# Quận Pulaski, Virginia
Quận Pulaski là một quận thuộc tiểu bang Virginia, Hoa Kỳ.
Quận này được đặt tên theo. Theo điều tra dân số của Cục điều tra dân số Hoa Kỳ năm 2000, quận có dân số 35.127 người. Quận lỵ đóng ở Pulaski6. Quận Pulaski là một phần của vùng đô thị Blacksburg-Christiansburg-Radford

## Địa lý
Theo Cục điều tra dân số Hoa Kỳ, quận có diện tích 854 km2, trong đó có 23 km2 là diện tích mặt nước. Quận có Công viên Tiểu bang hồ Claytor, nằm bên hồ Claytor, một hồ nhân tạo.

### Quận giáp ranh
- Quận Bland, Virginia - tây bắc
- Quận Giles, Virginia - bắc
- Quận Montgomery, Virginia - đông bắc
- Quận Radford, Virginia - đông bắc
- Quận Floyd, Virginia - đông nam
- Quận Carroll, Virginia - nam
- Quận Wythe, Virginia - tây nam, tây

## Thông tin nhân khẩu
Theo điều tra dân số 2 năm 2000, quận đã có dân số 35.127 người, 14.643 hộ gia đình, và 10.147 gia đình sống trong quận hạt. Mật độ dân số là 110 người trên một dặm vuông (42/km ²). Có 16.325 đơn vị nhà ở mật độ trung bình của 51 trên một dặm vuông (20/km ²). Cơ cấu chủng tộc của dân cư quận gồm 92,60% người da trắng, 5,57% da đen hay Mỹ gốc Phi, 0,15% người Mỹ bản xứ, 0,32% châu Á, Thái Bình Dương 0,04%, 0,37% từ các chủng tộc khác, và 0,94% từ hai hoặc nhiều chủng tộc. 0,96% dân số là người Hispanic hay Latino thuộc một chủng tộc nào.
Có 14.643 hộ, trong đó 26,90% có trẻ em dưới 18 tuổi sống chung với họ, 54,90% là đôi vợ chồng sống với nhau, 10,50% có nữ hộ và không có chồng, và 30,70% là các gia đình không. 27,00% hộ gia đình đã được tạo ra từ các cá nhân và 11,10% có người sống một mình 65 tuổi hoặc lớn tuổi hơn là người. Cỡ hộ trung bình là 2,32 và cỡ gia đình trung bình là 2,80.
Trong quận, cơ cấu độ tuổi dân số đã được trải ra với 20,60% dưới độ tuổi 18, 7,30% 18-24, 29,20% 25-44, 27,70% từ 45 đến 64, và 15,20% từ 65 tuổi trở lên đã được những người. Độ tuổi trung bình là 40 năm. Đối với mỗi 100 nữ có 97,40 nam giới. Đối với mỗi 100 nữ 18 tuổi trở lên, đã có 95,20 nam giới.
Thu nhập trung bình cho một hộ gia đình trong quận đạt 33.873 USD, và thu nhập trung bình cho một gia đình là $ 42.251. Phái nam có thu nhập trung bình $ 30.712 so với 21.596 $ cho phái nữ. Thu nhập bình quân đầu người là 18.973 $. Có 10,60% gia đình và 13,10% dân số sống dưới mức nghèo khổ, bao gồm 18,90% những người dưới 18 tuổi và 11,50% của những người 65 tuổi hoặc hơn.